# Václav Smyčka
Václav Smyčka (* 4. května 1988, Dolní Újezd) je český historik a germanista.

## Životopis
Na Filozofické fakultě Univerzity Karlovy v Praze vystudoval obory české dějiny a germanistika a v obou oborech následně na stejné fakultě pokračoval i v doktorském stupni, který úspěšně dokončil v roce 2016, resp. 2019.
Od roku 2014 působí v Ústavu pro českou literaturu Akademie věd ČR, kde byl nejprve členem Oddělení literatury 19. století a od roku 2017 pracuje též v Germanobohemistickém týmu, jehož vedoucím se stal v roce 2025[zdroj?]. Od roku 2021 vyučuje taktéž na Ústavu germánských studií FF UK.
Badatelsky se zaměřuje na historickou imaginaci v 18 a 19. století, paměťová studia (zvláště na téma odsunu a vyhnání v české a německé kultuře), literaturu 19. století a gender studies.

### Ocenění
- 2018 – Prémie Otto Wichterleho[4]
- 2020 – Cena Společnosti pro interkulturní germanistiku[2]